# ولسوالی دره‌صوف بالا
ولسوالی دره‌صوف بالا یکی از ۷ ولسوالی‌‌‌‌ ولایت سمنگان، به مرکزیت بازار سوخته در شمال افغانستان است. دره‌صوف بالا از ولسوالی‌های درجه اول ولایت سمنگان بوده، پهناوری آن ۲۹۱۱ کیلومتر مربع است و با ۷۴٬۳۴۹ نفر جمعیت در سال ۱۳۹۹، سومین ولسوالی پر جمعیت ولایت سمنگان می‌باشد. باشندگان این منطقه را هزاره‌ها تشکیل می‌دهند.
ولسوالی دره‌صوف بالا از شمال با ولسوالی دره‌صوف پایین، از غرب با ولایت سرپل، از شرق با ولسوالی روی دوآب و از جنوب با ولایت بامیان محدود می‌باشد. 
دره‌صوف بالا یکی از ولسوالی‌های مهم ولایت سمنگان بوده که دارای معادن زغال سنگ و میوجات انگور، انار، سیب، آلوبالو، توت، سنجد، چهارمغز، بادام و پسته جنگلی می‌باشد. قریه‌های مشهور این ولسوالی قریه کوته, کمج،‌ حسنی، تور، رشگ، بینیمنگ، دور مرکز، و... می‌باشند. دره صوف بیشتر برای مبارزات که علیه گروه طالبان در سالهای 1373 کرد شناخته شده و یکی از پایه های اصلی جبهه شمال بود.